# Apothetoeca synaphrista
Apothetoeca synaphrista är en fjärilsart som beskrevs av Edward Meyrick 1922. Apothetoeca synaphrista ingår i släktet Apothetoeca och familjen stävmalar. Inga underarter finns listade i Catalogue of Life.